# سوق الكامور

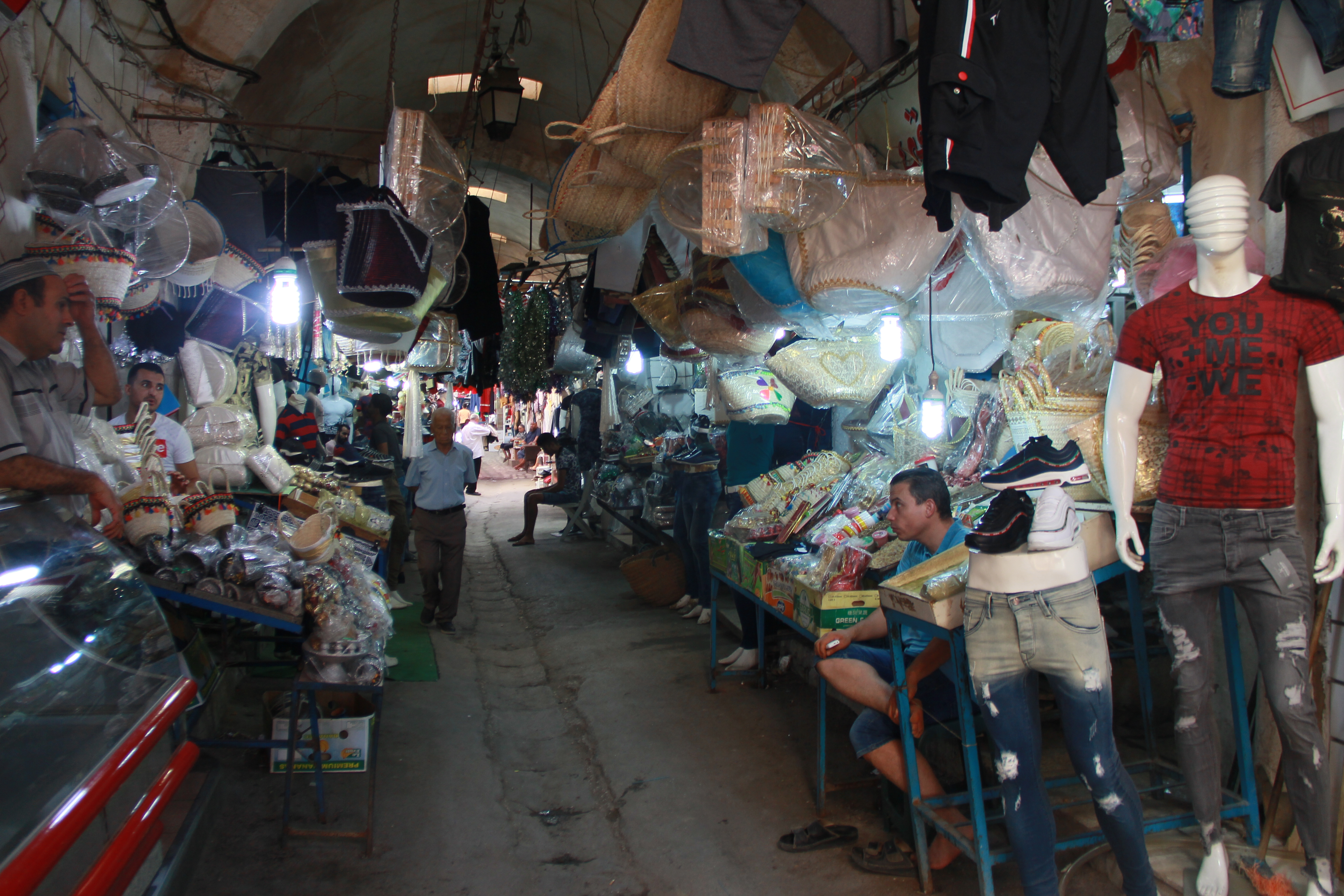
سوق الكامور

أحد أسواق المدينة العتيقة بصفاقس، ويقع بجوار الجامع الكبير شمالا.

## عمارته[1]
يمتد من الشرق إلى الغرب وسط نهج الأغالبة إلى سوق الخضار. يتكون من صفتي دكاكين متقابلة عالية عن الأرض بنحو ثلاثين سنتيمترا. يظلله سقف مقام على أقواس. وقد تعود تسمية كامور إلى فعل كَمَرَ، أي غطّاه جيّدا حتى لا يظهر منه شيء.

## تجارته

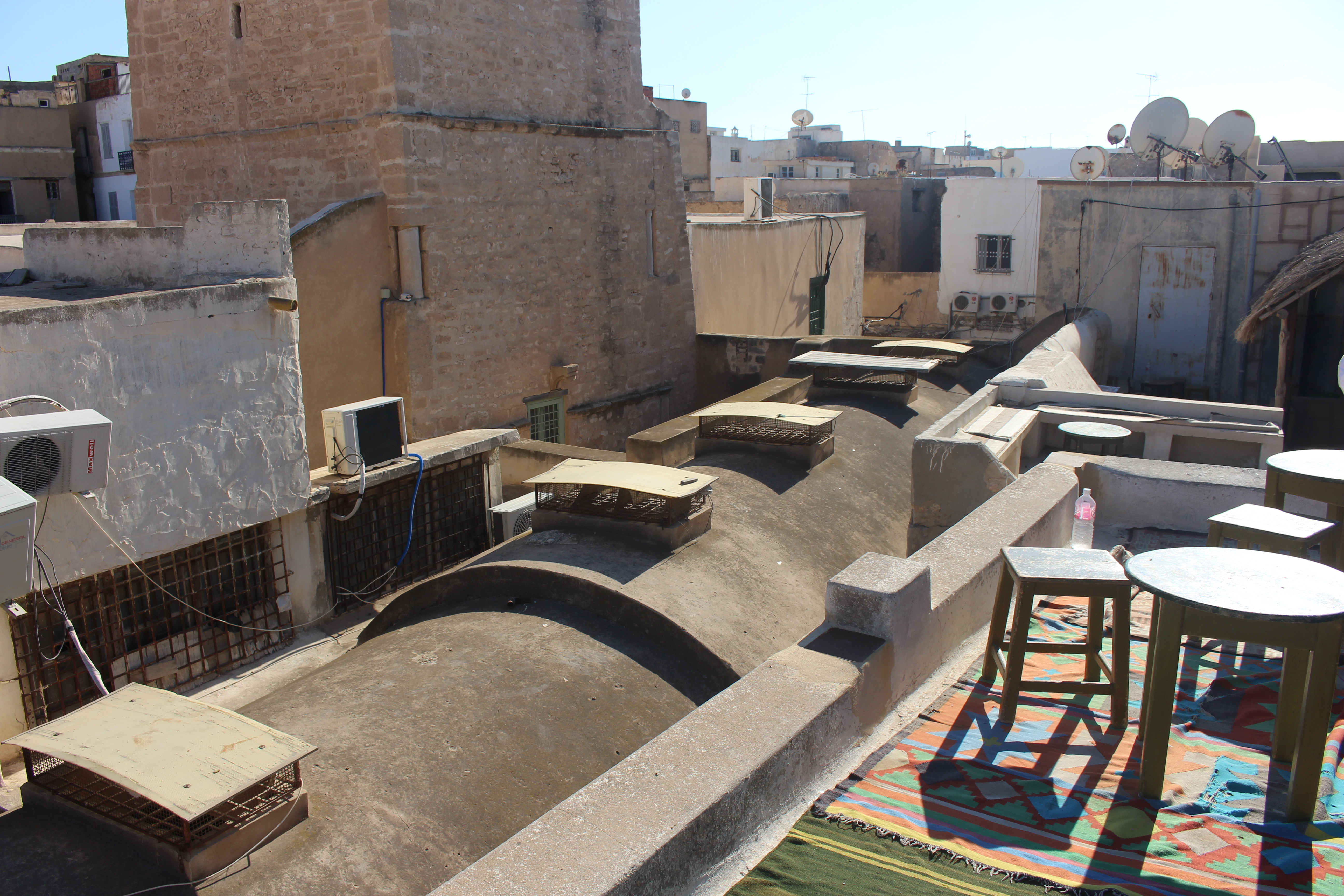
سطح سوق الكامور

## تجارته[1]
تجارته تشمل كل ما تنتجه غابة صفاقس من الزبيب، وشرائح التين، والخروب واللوز والفستق  و أنواع التوابل كالكزبرة والكمون والكروية والبسباس والخزامة والحنّاء... كما تشمل إنتاج البحر المصبّر مثل الإخطبوط والسمك المالح. ويباع به كذلك العسل والسمن وما يصنع من عزف النخيل كالمراوح والقفاف والمكبّات (أغطية الطعام) والزرارع كالفول والعدس والحمص.